# Districte de Gwened

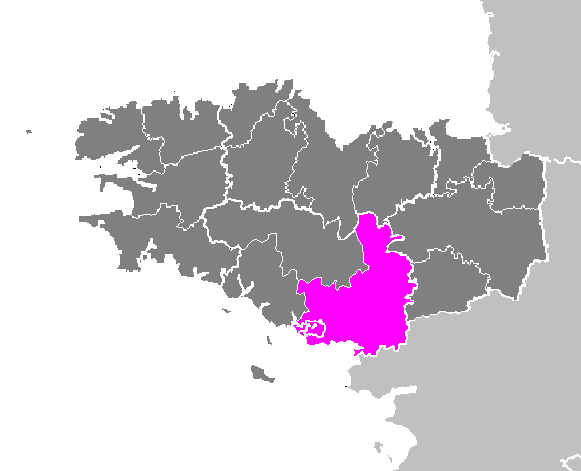
Districte de Vannes

El districte de Gwened és un dels tres districtes amb què es divideix el departament francès d'Ar Mor-Bihan, a la regió de la Bretanya. Té 17 cantons i 123 municipis. El cap del districte és la prefectura de Gwened.

## Categoria
cantó d'Allaire - cantó d'Elven - cantó de La Gacilly - cantó de Grand-Champ - cantó de Guer - cantó de Malestroit - cantó de Mauron - cantó de Muzillac - cantó de Ploërmel - cantó de Questembert - cantó de La Roche-Bernard - cantó de Rochefort-en-Terre - cantó de Sarzeau - cantó de La Trinité-Porhoët - cantó de Gwened-Centre - cantó de Gwened-Est - cantó de Gwened-Oest